# مسجد أم النصر
مسجد أم النصر أو مسجد بيت حانون هو أقدم مسجد في مدينة بيت حانون في قطاع غزة، حيثُ يقع في في وسط المدينة.

## التاريخ
بُني مسجد أم النصر على يد الأيوبيين عام 1239، وذلك لإحياء ذكرى جنودهم الذين لقوا حتفهم في معركةٍ كانت في موقع المسجد بينهم وبين الصليبيين. انتصرَ الأيوبيون في المعركة، ومن هنا جاء اسم المسجد «أم النصر». يُنسب النقش الموجود على الجدار أعلى مدخل المسجد إلى السلطان الأيوبي العادل الثاني، ونصه: «بسم الله الرحمن الرحيم ﴿إِنَّمَا يَعْمُرُ مَسَٰجِدَ ٱللَّهِ مَنْ ءَامَنَ بِٱللَّهِ وَٱلْيَوْمِ ٱلْءَاخِرِ وَأَقَامَ ٱلصَّلَوٰةَ وَءَاتَى ٱلزَّكَوٰةَ وَلَمْ يَخْشَ إِلَّا ٱللَّهَ ۖ فَعَسَىٰٓ أُوْلَٰٓئِكَ أَن يَكُونُواْ مِنَ ٱلْمُهْتَدِينَ﴾ صدق الله العظيم. أمر بإنشاء هذا المسجد المبارك الأمير الأجل الكبير الغازي المجاهد شمس الدين سنقر الملكي الكاملي العادلي عند كسره الإفرنج - خذلهم الله ببيت حانون يوم الأحد الثامن من ربيع الآخر سنة 637هـ وعنده من استشهد من أصحابه في الموقعة - عمره ابتغاء وجه الله - رحم الله من قرأه ودعا له بالرحمة والمغفرة ولجميع المسلمين آمين».
لم تكن المعركة مهمةً، ولكن في تاريخ الحروب الصليبية اللاحقة كانت لها أهميةٌ كبيرة. يذكر المؤرخ المصري المقريزي أنَّ المعركة وقعت في 13 نوفمبر 1239 وانتهت بانتصارٍ مصري (أيوبي). تؤكد تقارير الصليبيين ادعاء المقريزي بأن هنري كونت بار، مع 1000 من رجاله قد قتلوا في هذه المعركة، كما أُسرَّ 600 شخص، معظمهم قتلوا وهم في طريقهم إلى مصر.
في 3 نوفمبر 2006، قامت القوات الإسرائيلية بإطلاق النار على المسجد، كما دُمرَّ المسجد بقذائفٍ إسرائيلية، والجزء الوحيد الذي لم يُدمر هو قبةٌ صغيرة في وسط المسجد. أدانت الأمم المتحدة الأضرار التي لحقت المسجد. عملت الجمعية الإسلامية وبدعم من الشعب الماليزي ومؤسسة MAPIM على إعادة بناء هذا المسجد.

## العمارة
يتألف المسجد الأصلي من غرفةٍ واحدة كبيرة، مع قبة بسيطة، مبنيةٍ من الأحجار البالية والتالفة. لم يبق شيءٌ من المسجد الأصلي باستثناء الرواق الجنوبي بسقفه، والذي يتكون من خزائن مروحة وقبة بسيطة في الوسط. تنتهي قاعة الصلاة بغرفةٍ تقع في الجهة الشرقية وعلى سطحها قبة مدعومة بمثلثات كروية. لوح التزيين منقوشٌ بالخط الأيوبي.